# FINA Water Polo World Cup 1995 (maschile)
La 9ª edizione della Coppa del Mondo maschile di pallanuoto, organizzata dalla FINA, è stata disputata ad Atlanta, negli Stati Uniti, dal 12 al 17 settembre 1995.
La formula del torneo è stata la stessa delle edizioni più recenti. Hanno partecipato le prime otto classificate dei Mondiali di Roma 1994.

## Squadre partecipanti
- Croazia
- Grecia
- Italia
- Paesi Bassi
- Russia
- Spagna
- Stati Uniti
- Ungheria

## Turno preliminare

### Gruppo A
|    | Squadra     | Pti | G | V | N | P | GF | GS | Diff |  | Italia (bandiera) | Stati Uniti (bandiera) | Grecia (bandiera) | Croazia (bandiera) |
| -- | ----------- | --- | - | - | - | - | -- | -- | ---- |  | ----------------- | ---------------------- | ----------------- | ------------------ |
| 1. | Italia      | 4   | 3 | 2 | 0 | 1 | 24 | 19 | +15  |  | X                 | 11-8                   | 6-7               | 7-4                |
| 2. | Stati Uniti | 4   | 3 | 2 | 0 | 1 | 20 | 21 | -1   |  | 8-11              | X                      | 6-5               | 6-5                |
| 3. | Grecia      | 2   | 3 | 1 | 0 | 2 | 16 | 17 | -3   |  | 7-6               | 5-6                    | X                 | 4-5                |
| 4. | Croazia     | 2   | 3 | 1 | 0 | 2 | 14 | 17 | -7   |  | 4-7               | 5-6                    | 5-4               | X                  |

### Gruppo B
|    | Squadra     | Pti | G | V | N | P | GF | GS | Diff |  | Ungheria (bandiera) | Russia (bandiera) | Spagna (bandiera) | Paesi Bassi (bandiera) |
| -- | ----------- | --- | - | - | - | - | -- | -- | ---- |  | ------------------- | ----------------- | ----------------- | ---------------------- |
| 1. | Ungheria    | 5   | 3 | 2 | 1 | 0 | 29 | 18 | +11  |  | X                   | 10-6              | 7-7               | 12-5                   |
| 2. | Russia      | 4   | 3 | 2 | 0 | 1 | 22 | 22 | 0    |  | 6-10                | X                 | 5-4               | 11-8                   |
| 3. | Spagna      | 3   | 3 | 1 | 1 | 1 | 22 | 21 | +1   |  | 7-7                 | 4-5               | X                 | 11-9                   |
| 4. | Paesi Bassi | 0   | 3 | 0 | 0 | 3 | 22 | 34 | -12  |  | 5-12                | 8-11              | 9-11              | X                      |

## Fase finale

### Semifinali
| 16 settembre 1995 | Italia | 6 – 5 | Russia |  |

| 16 settembre 1995 | Ungheria | 11 – 6 | Stati Uniti |  |

#### 5º - 8º posto
| 16 settembre 1995 | Croazia | 9 – 7 | Paesi Bassi |  |

| 16 settembre 1995 | Spagna | 5 – 3 | Grecia |  |

### Finali

#### 7º posto
| 17 settembre 1995 | Paesi Bassi | 13 – 8 | Grecia |  |

#### 5º posto
| 17 settembre 1995 | Croazia | 2 – 7 | Spagna |  |

#### 3º posto
| 17 settembre 1995 | Russia | 10 – 8 | Stati Uniti |  |

#### 1º posto
| 17 settembre 1995 | Italia | 10 – 11 | Ungheria |  |

## Classifica finale
| Pos. | Squadra     |
| ---- | ----------- |
|      | Ungheria    |
|      | Italia      |
|      | Russia      |
| 4    | Stati Uniti |
| 5    | Spagna      |
| 6    | Croazia     |
| 7    | Paesi Bassi |
| 8    | Grecia      |

## Fonti
- (EN) Todor66.com - Sport Statistics Archive, su todor66.com.